# Кубок Ірландії з футболу 2023
Кубок Ірландії з футболу 2023 — 103-й розіграш кубкового футбольного турніру в Ірландії. Титул вп'яте здобув Сент-Патрікс Атлетік.

## Календар
| Раунд            | Дата                | Матчі | Клуби   |
| ---------------- | ------------------- | ----- | ------- |
| Попередній раунд | 7 – 9 квітня 2023   | 8     | 40 → 32 |
| 1/16 фіналу      | 21 – 23 липня 2023  | 16    | 32 → 16 |
| 1/8 фіналу       | 18 – 21 серпня 2023 | 8     | 16 → 8  |
| 1/4 фіналу       | 15 вересня 2023     | 4     | 8 → 4   |
| 1/2 фіналу       | 7 – 8 жовтня 2023   | 2     | 4 → 2   |
| Фінал            | 12 листопада 2023   | 1     | 2 → 1   |

## 1/8 фіналу
| Команда 1           | Рахунок      | Команда 2             |
| ------------------- | ------------ | --------------------- |
| 18 серпня 2023      |              |                       |
| Богеміан            | 6:0          | Рокмаунт (3)          |
| Керрі (2)           | 0:1          | Дроеда Юнайтед        |
| Брей Вондерерз (2)  | 0:1          | Дандолк               |
| Фінн Гарпс (2)      | 5:0          | Скерріс Таун (4)      |
| 20 серпня 2023      |              |                       |
| Сент-Патрікс СЮ (4) | 0:1          | Вексфорд Ютс (2)      |
| Деррі Сіті          | 0:0 пен. 3:4 | Сент-Патрікс Атлетік  |
| 21 серпня 2023      |              |                       |
| УКД                 | 1:5          | Голвей Юнайтед (2)    |
| Корк Сіті           | 3:0          | Вотерфорд Юнайтед (2) |

## 1/4 фіналу
| Команда 1          | Рахунок | Команда 2            |
| ------------------ | ------- | -------------------- |
| 15 вересня 2023    |         |                      |
| Дроеда Юнайтед     | 1:3     | Богеміан             |
| Голвей Юнайтед (2) | 4:0     | Дандолк              |
| Корк Сіті          | 2:1     | Вексфорд Ютс (2)     |
| Фінн Гарпс (2)     | 1:2     | Сент-Патрікс Атлетік |

## 1/2 фіналу
| Команда 1          | Рахунок | Команда 2            |
| ------------------ | ------- | -------------------- |
| 7 жовтня 2023      |         |                      |
| Голвей Юнайтед (2) | 0:1     | Богеміан             |
| 8 жовтня 2023      |         |                      |
| Корк Сіті          | 0:2     | Сент-Патрікс Атлетік |

## Фінал
| 12 листопада 2023 15:00 |

| Богеміан          | 1–3      | Сент-Патрікс Атлетік                 |
| ----------------- | -------- | ------------------------------------ |
| Афолабі 9' (пен.) | Протокол | Дойл 23' Новак 48' (аг) Лонерган 87' |

| Авіва, Дублін Глядачів: 43 881 |